# 徐海元
徐海元（韓語：서해원，1985年2月13日—），韓國女演員。徐海元於2009年以本名朴菊善（韓語：박국선）參與韓國小姐選舉，並獲得仁川「善」小姐（第二名）的名銜進入演藝圈。然則，她在演藝圈中努力工作近10年後，才在2018年獲得導演的賞識，給予她在電視劇《秘密與謊言》中的主演角色。

## 演出作品

### 電視劇
- 2013年：MBC《韓國小姐》飾演 崔秀妍
- 2017年：MBC《死而復生的男人》飾演 崔敏熙
- 2018年：MBC《秘密與謊言》飾演 韓又庭

### 電影
- 2010年：《The Brass Quintet》
- 2011年：《My Black Little Dress（朝鲜语：마이 블랙 미니드레스）》飾演 新入職女作家
- 2013年：《落跑老爸》飾演 汽車維修店的車主
- 2014年：《Red Carpet》飾演 女情侶
- 2017年：《The King》飾演 會成的朋友

## 外部連結
- 徐海元的Instagram帳戶